# Ora et labora
Ora et labora (łac. módl się i pracuj) – dewiza św. Benedykta z Nursji, który w 529 r. założył zakon benedyktynów, najstarszy katolicki zakon mniszy.
Jest to motto reguły zakonu benedyktynów, natomiast hasłem przewodnim jest Ordo et pax (Ład i pokój).
Formuła módl się i pracuj jest streszczeniem postawy zakonnika wobec Boga i świata. Mnisi ślubują stałość, posłuszeństwo i ubóstwo.